# تپه برج
تپه برج مربوط به دوره اشکانیان است و در شهرستان نیر، بخش مرکزی، دهستان رضا قلی قشلاق، روستای شیران واقع شده و این اثر در تاریخ ۲۷ بهمن ۱۳۸۷ با شمارهٔ ثبت ۲۴۵۵۴ به‌عنوان یکی از آثار ملی ایران به ثبت رسیده است.